# لیلیانس
لیلیانس (به ایتالیایی: Lillianes) یک کومونه در ایتالیا است که در واله دائوستا واقع شده‌است.

## خصوصیات
لیلیانس ۱۸ کیلومترمربع مساحت و ۴۸۵ نفر جمعیت دارد و ۶۶۷ متر بالاتر از سطح دریا واقع شده‌است.